# Sertanejo universitário
Sous-genres
Popnejo, arrochanejo
Genres dérivés
Arrocha, pisadinha
Le sertanejo universitário est un genre musical brésilien, sous-genre du sertanejo. Il trouve son origine dans la capitale de l'État du Mato Grosso do Sul, Campo Grande, avec le duo Os Filhos de Campo Grande, qui commence à chanter ses chansons dans un tempo plus rapide et en appréciant davantage les sons acoustiques. Cette variation de style est devenue plus populaire avec la montée en puissance du duo de country João Haroldo & Betinho et de João Bosco e Vinícius. Le sertanejo universitário est considéré comme la troisième forme du genre sertanejo, après le précurseur de la musique caipira, le sertanejo original et le sertanejo romantico, très populaire entre les années 1980 et 1990.
Dans ce style, les chansons considérées comme plus simples prédominent, et comme les chanteurs du genre sont pour la plupart jeunes, il est considéré comme « universitário ». Au lieu des traditionnels accordéon et guitare, le synthétiseur et la guitare électrique commencent à être utilisés plus fréquemment dans ce style musical. Cette variante se distingue du sertanejo par des éléments plus pop et un langage plus informel. Le style est né dans le Mato Grosso do Sul et est désormais présent dans tous les États brésiliens.

## Histoire
Originaires du Pantanal, de l'État du Mato Grosso do Sul et de l'État de Goiás, les premiers à jouer sont le duo João Bosco e Vinicius, qui commence sa carrière en 1994 en jouant dans des bars pour étudiants universitaires de la capitale, Campo Grande. Le public du duo était essentiellement composé d'étudiants, initiant le renouvellement du genre sertanejo au Brésil : le sertanejo universitário (sertanejo « universitaire »).
L'interaction entre l'État et la métropole dans la sphère universitaire contribue à l'émergence d'un style propre. Avec la généralisation des guitares sur les campus et dans les associations d'étudiants, l'ancien sertanejo finit par associer à la guitare et à l'alto des instruments modernes tels que guitares, basses, tambours, cuivres et percussions. Dans ce nouveau scénario, les influences musicales des jeunes de la campagne se sont aussi progressivement mélangées à d'autres styles, en particulier la pop, l'arrocha et le funk carioca, styles qui prédominaient généralement dans les fêtes organisées par les jeunes universitaires.
Alimenté par le grand attrait des jeunes pour les genres associés, le nouveau segment a gagné beaucoup d'espace dans les médias. Des paroles et des chansons simples, des rythmes dansants et des refrains faciles à retenir ont fait exploser le style, le faisant sortir des limites de la musique universitaire pour l'introduire dans les stations de radio et les fêtes du Brésil. La répercussion et le succès du genre ont fait que de nouveaux duos et groupes de sertanejo apparaissent chaque jour. En octobre 2012, le journaliste et critique musical Regis Tadeu qualifie le sertanejo de « musique pop du Brésil [...] malheureusement », dans son article pour Yahoo!

## Thème
Car il est apparu après le deuxième mouvement sertanejo (romantico), ce style n'a plus de paroles régionales et de situations vécues par les caipiras (comme le sertanejo raiz). En général, les paroles traitent de situations quotidiennes auxquelles sont confrontés les jeunes, avec des thèmes tels que la trahison, l'alcoolisme et l'ostentation qui exercent un fort attrait.